# Nuria Párrizas Díaz
Nuria Párrizas Díaz (Granada, 15 juli 1991) is een tennisspeelster uit Spanje.

## Loopbaan
Párrizas Díaz is professioneel actief sinds 2006, maar speelt voornamelijk ITF-toernooien, waarvan zij er tot op heden(september 2024) in het enkelspel 24 op haar naam heeft geschreven. Haar eerste toernooiwinst was in 2012, samen met de Mexicaanse Ivette López in het dubbelspel in Amarante (Portugal).
In juni 2021 kwam Párrizas Díaz binnen in de top 150 van het enkelspel. Een maand later won zij haar eerste WTA-titel, op het toernooi van Båstad – in de finale versloeg zij Wit-Russin Volha Havartsova. In augustus won zij haar 22e ITF-titel, op het $100k-toernooi van Landisville – daarmee maakte zij haar entrée op de top 100 van de wereldranglijst. Kort daarna had zij haar grandslamdebuut op het US Open.
In februari 2022 kwam zij nipt binnen op de top 50 van de wereldranglijst.

### Tennis in teamverband
In de periode 2021–2023 maakte Párrizas Díaz deel uit van het Spaanse Fed Cup-team – zij vergaarde daar een winst/verlies-balans van 4–2.

## Posities op deWTA-ranglijst
Positie per einde seizoen:
| jaar | rang enkelspel | rang dubbelspel |
| ---- | -------------- | --------------- |
| 2007 | 1030           | 953             |
| 2008 | 784            | –               |
| 2009 | 765            | 661             |
| 2010 | 933            | 869             |
| 2011 | 596            | 1094            |
| 2012 | 525            | 773             |
| 2013 | 365            | 932             |
| 2014 | 316            | 864             |
| 2015 | 510            | –               |
| 2016 | 716            | –               |
| 2017 | 446            | 1074            |
| 2018 | 337            | 498             |
| 2019 | 216            | 445             |
| 2020 | 232            | 407             |
| 2021 | 65             | 363             |
| 2022 | 72             | 335             |
| 2023 | 123            | 852             |

## Palmares
| Legenda                 |
| ----------------------- |
| Grandslamtoernooi       |
| Olympische Spelen       |
| Year-End Championships  |
| Premier Mandatory       |
| Premier Five / WTA 1000 |
| Premier / WTA 500       |
| International / WTA 250 |
| Challenger / WTA 125    |

### WTA-finaleplaatsen enkelspel
| nr.              | finale     | toernooi      | ondergrond    | tegenstandster   | score    |         |
| ---------------- | ---------- | ------------- | ------------- | ---------------- | -------- | ------- |
| gewonnen finales |            |               |               |                  |          |         |
| 1.               | 2021-07-10 | WTA Båstad    | gravel        | Volha Havartsova | 6-2, 6-2 | details |
| 2.               | 2021-09-26 | WTA Columbus  | hardcourt (i) | Wang Xinyu       | 7-6, 6-3 | details |
| 3.               | 2024-01-06 | WTA Canberra  | hardcourt     | Harriet Dart     | 6-4, 6-3 | details |
| 4.               | 2025-06-15 | WTA Valencia  | gravel        | Louisa Chirico   | 7-5, 7-6 | details |
| verloren finales |            |               |               |                  |          |         |
| 1.               | 2024-09-15 | WTA Ljubljana | gravel        | Jil Teichmann    | 6-7, 4-6 | details |

### WTA-finaleplaatsen vrouwendubbelspel
| nr.              | finale     | toernooi     | ondergrond    | partner          | tegenstandsters         | score    |         |
| ---------------- | ---------- | ------------ | ------------- | ---------------- | ----------------------- | -------- | ------- |
| gewonnen finales |            |              |               |                  |                         |          |         |
| geen             |            |              |               |                  |                         |          |         |
| verloren finales |            |              |               |                  |                         |          |         |
| 1.               | 2021-09-25 | WTA Columbus | hardcourt (i) | Dalila Jakupović | Wang Xinyu Zheng Saisai | 1-6, 1-6 | details |

## Resultaten grandslamtoernooien
| Legenda | Legenda                          |
| ------- | -------------------------------- |
| g.t.    | geen toernooi gehouden           |
| l.c.    | lagere categorie                 |
| –       | niet deelgenomen                 |
| G       | uitgeschakeld in de groepsfase   |
| 1R      | uitgeschakeld in de eerste ronde |
| 2R      | uitgeschakeld in de tweede ronde |
| 3R      | uitgeschakeld in de derde ronde  |
| 4R      | uitgeschakeld in de vierde ronde |
| KF      | uitgeschakeld in de kwartfinale  |
| HF      | uitgeschakeld in de halve finale |
| F       | de finale verloren               |
| W       | het toernooi gewonnen            |
| w-v     | winst/verlies-balans             |

### Enkelspel
| toernooi        | 2021 | 2022 | 2023 |
| --------------- | ---- | ---- | ---- |
| Australian Open | –    | 3R   | 3R   |
| Roland Garros   | –    | 1R   | 1R   |
| Wimbledon       | –    | 1R   | 1R   |
| US Open         | 1R   | 1R   | –    |

### Vrouwendubbelspel
| toernooi        | 2022 | 2023 |
| --------------- | ---- | ---- |
| Australian Open | 1R   | –    |
| Roland Garros   | 1R   | 1R   |
| Wimbledon       | 1R   | –    |
| US Open         | 1R   | –    |